# Departamento Tolhuin
El departamento Tolhuin en la provincia de Tierra del Fuego, Antártida e Islas del Atlántico Sur fue creado el 27 de octubre de 2017 por ley de la legislatura de esa provincia. Su cabecera es la ciudad homónima de Tolhuin. Hasta esa fecha dependió administrativamente del departamento Río Grande.
El nuevo departamento se encuentra en la región central de la parte argentina de la isla Grande de Tierra del Fuego. Limita al sur con el departamento Ushuaia y hacia el norte con el departamento Río Grande.

2. DEPARTAMENTO TOLHUIN:
Norte: Límite inter-departamental con el Departamento Río Grande.
Este: Costas sobre el Océano Atlántico.
Oeste: Límite internacional con la República de Chile en el tramo definido por los hitos internacionales "XIX", "XX", "XXI" y "XXII, definido de la siguiente manera:
Su inicio se determina en la intersección de la línea geodésica entre los hitos "XIX" y "XX" con el paralelo de latitud sur 54° 11' 18.769" y longitud oeste 68° 36' 28.179”. De allí, con sentido sur pasando por el hito "XX" y siguiendo hasta su intersección con el límite norte del "Parque Nacional Tierra del Fuego" y la línea definida por los hitos "XXI" y "XXII”.
Sur: Límite inter-departamental con el Departamento Ushuaia, el cual queda definido por una línea poligonal que se describe de la siguiente manera:
Partiendo desde el límite norte del "Parque Nacional Tierra del Fuego" en su intersección con la línea geodésica definida por los hitos internacionales "XXI" y "XXII", de posición 54° 25' 35.669" de latitud sur y 68° 36' 26.840" de longitud oeste; desde éste y siguiendo en sentido este por la línea de límites del Parque hasta intersecar al paralelo de latitud sur 54° 37' 11.318" en los 68° 22' 11.163" de longitud oeste. Desde allí, hasta uno de los vértices que definen el Ejido Urbano de Tolhuin por el lado suroeste, de posición 54° 37' 11.318" de latitud sur y 67° 23' 32.824"; y en coincidencia con este límite municipal y rodeando al mismo: hacia el sur, un vértice con latitud sur 54° 44' 39.124" y longitud oeste 67° 23' 15.971"; hacia el este, un vértice con latitud sur 54° 44' 52.686" y longitud oeste 67° 00' 22.558"; y hacia el norte un vértice con latitud sur 54° 35' 54.330" y longitud 67° 00' 9.283". El tramo final de la línea queda determinada por esta última posición como su inicio, siguiendo la dirección definida por el paralelo 54° 35' 54.330" de latitud sur y finalizando en la intersección con la línea de costa establecida para el Océano Atlántico.

El límite con el departamento Río Grande fue definido en la ley en el artículo correspondiente a este departamento:

1. DEPARTAMENTO RÍO GRANDE:
Norte: Estrecho de Magallanes.
Sur: Definido por el paralelo de latitud sur 54° 11' 18.769", el cual se extiende geográficamente desde el límite internacional argentino-chileno desde su intersección con la línea geodésica definida por los hitos internacionales "XIX" y "XX", cuyo inicio se sitúa en Latitud sur 54° 11’ 18.769" y longitud oeste 68° 36' 28.329" y continúa por dicha dirección geodésica hasta su intersección con la línea de costa marítima del Océano Atlántico (...)

La geografía de este departamento pertenece a un ecotono de transición entre el bosque andino patagónico y la estepa.
Su única ciudad es Tolhuin a orillas del Lago Fagnano. Existen otros asentamientos poco poblados como el ubicado al norte del lago Yehuin y Sarmiento.

## Localidades
- Tolhuin
- Sarmiento

## Demografía
Según el censo 2022 la localidad de Tolhuin concentró la mayoría de la población de los 6039 habitantes. En tanto, los 203 habitantes restantes se distribuyen como población dispersa o en localidades rurales. Es el departamento menos poblado y pequeño en la isla. En tanto, se supo que el departamento tiene una densidad de 0.9 habitantes.
| Evolución de la población desde 1991 al año 2022. Considerando solo a Tolhuin y desde 2022 a todo el departamento nuevo. |
| |
| Fuente INDEC - Elaboración gráfica por Wikipedia - Tolhuin, Tierra del Fuego AIAS, Argentina.                            |